# Dolichopeza malagasya
Dolichopeza malagasya är en tvåvingeart som beskrevs av Karsch 1886. Dolichopeza malagasya ingår i släktet Dolichopeza och familjen storharkrankar.
Artens utbredningsområde är Madagaskar. Inga underarter finns listade i Catalogue of Life.